# Kolopsis
Kolopsis is een geslacht van uitgestorven buideldieren uit de familie Diprotodontidae van de orde Diprotodontia. De Kolopsis-soorten leefden in het Pleistoceen in Australië en op Nieuw-Guinea. 
Kolopsis was van ongeveer honderdvijftig centimeter lang, tachtig centimeter hoog en driehonderd kilogram zwaar. Dit buideldier voedde zich met bladeren en kleine planten. Kolopsis leefde vermoedelijk in grote groepen.

## Soorten
- Kolopsis rotundus Plane 1967 (Plioceen, Watut River, Papoea-Nieuw-Guinea)
- Kolopsis torus Woodburne, 1967 (Mioceen, Alcoota, Northern Territory, Australië)
- Kolopsis yperus Murray, Megirian & Wells, 1993 (Mioceen, Alcoota, Northern Territory, Australië)